# Santorini Facula
Santorini Facula est une zone brillante sur Titan, satellite naturel de Saturne.

## Caractéristiques
Santorini Facula est centrée sur 2,4° de latitude nord et 145,6° de longitude ouest, et mesure 140 km dans sa plus grande dimension.

## Observation
Santorini Facula a été découverte par les images transmises par la sonde Cassini.
Elle a reçu le nom de Santorin, une île grecque.